# Schefflera acuminata
Schefflera acuminata är en araliaväxtart som först beskrevs av Pav., och fick sitt nu gällande namn av Hermann August Theodor Harms. Schefflera acuminata ingår i släktet Schefflera och familjen araliaväxter.
Artens utbredningsområde är Peru. Inga underarter finns listade.